# Horst Schön (Diplomat)
Horst Schön (* 22. September 1931; † 11. Juni 1986) war ein deutscher Diplomat. Er war Botschafter der DDR in der Volksrepublik Angola sowie in der Demokratischen Republik São Tomé und Príncipe.

## Leben
Schön besuchte die Oberschule und legte das Abitur ab. Anschließend arbeitete er als Bergmann. Er studierte von 1951 bis 1955 Rechtswissenschaften an der Friedrich-Schiller-Universität Jena. Sein Studium schloss er als Diplomjurist ab. 
Seit 1955 war er Mitarbeiter im Ministerium für Auswärtige Angelegenheiten der DDR (MfAA), zunächst in dessen Rechtsabteilung. Von 1964 bis 1970 war er Botschaftsrat in Warschau. Anschließend war er ab 1971 stellvertretender Leiter und 1972/1973 Leiter der 2. Europäischen Abteilung (Benachbarte Länder) bzw. von 1973 bis 1975 Leiter der 3. Europäischen Abteilung (Südosteuropa) im MfAA. Von 1975 bis 1978 leitete er die Abteilung Kulturelle Auslandsbeziehungen im MfAA. Von 1978 bis 1981 war er Botschafter der DDR in Luanda und von 1979 bis 1981 zweitakkreditiert in São Tomé und Príncipe. Ab 1980 fungierte er als Sektorenleiter der Abteilung Ferner Osten, von 1983 bis 1986 als stellvertretender Leiter der Abteilung Südosteuropa im MfAA.
Schön war Mitglied der SED. Er wurde auf dem Zentralfriedhof Friedrichsfelde beigesetzt.

## Auszeichnungen
- Banner der Arbeit Stufe III (1974)[2]